# Operacja Bagration

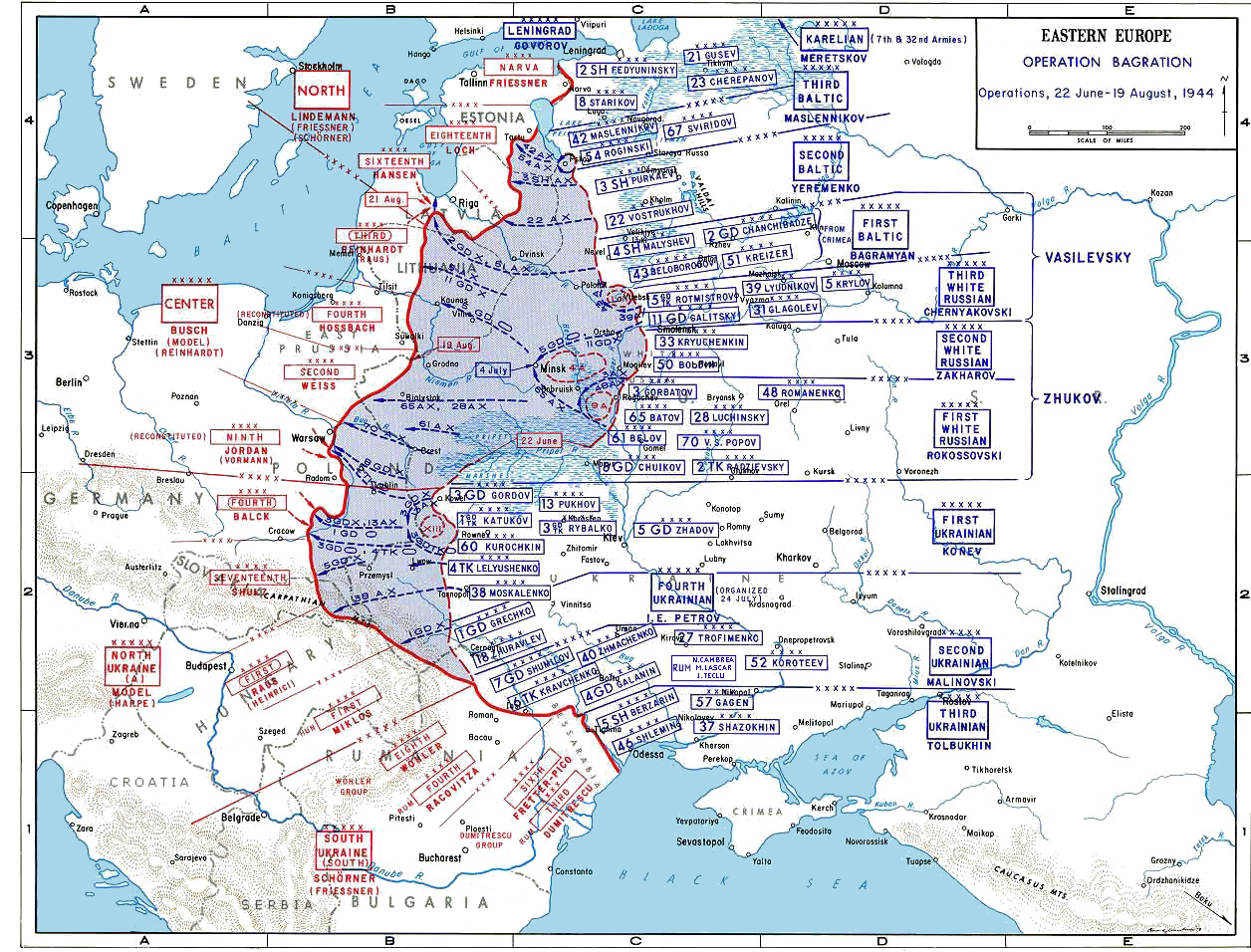
Dyslokacja wojsk obu stron

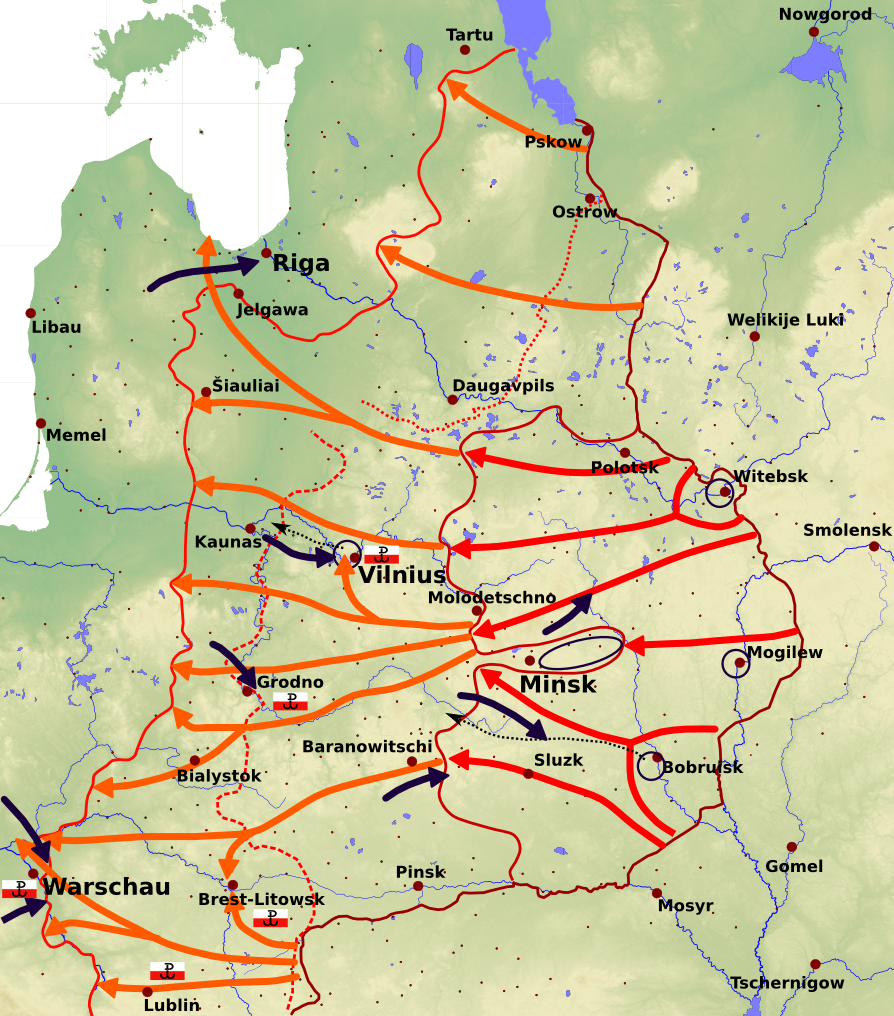
Schemat operacji

Operacja „Bagration” (ros. Операция Багратион), również Białoruska Strategiczna Operacja Ofensywna – ofensywa strategiczna Armii Czerwonej przeprowadzona w dniach 22 czerwca–31 sierpnia 1944 według koncepcji Konstantego Rokossowskiego. Doprowadziła do prawie całkowitego zniszczenia wojsk niemieckich Grupy Armii „Środek” na terenie Litwy, Białorusi i wschodniej Polski. Była to prawdopodobnie największa klęska Wehrmachtu podczas II wojny światowej.
Operacja została nazwana na cześć gruzińskiego księcia i rosyjskiego generała Piotra Iwanowicza Bagrationa poległego w bitwie pod Borodino.

## Tło
Niemiecka Grupa Armii „Środek” udowodniła już swoją siłę w czasie operacji Mars, w której wojska frontów Kalinińskiego i Zachodniego kierowane przez Żukowa poniosły ogromne straty. Między sierpniem a październikiem 1943 roku Grupa Armii „Środek” została jednak odparta na zachód przez Armię Czerwoną po zwycięskiej operacji smoleńskiej, co spowodowało utratę Smoleńska i tym samym rozdzielenie sił niemieckich na dwie odrębne części – północną i południową – uniemożliwiając Wehrmachtowi przemieszczanie wojsk i zaopatrzenia.
W czerwcu 1944 roku, po lądowaniu aliantów w Normandii, wycofano z Grupy Armii „Środek” trzy dywizje pancerne (4., 5. i 20.) i przerzucono w rejon Kowla. W tej grupie armii brakowało czołgów (tylko dwa bataliony Tygrysów) oraz sprawnych samolotów (sprawnych było tylko około 70 myśliwców). Obszar działań wojennych obejmował głównie lasy i bagna. Teren ten był idealny do obrony. Ważne linie defensywne dotyczyły nielicznych dróg. Drogi te głównie prowadziły do Mińska. W przypadku zajęcia Mińska ewakuacja wojsk niemieckich byłaby niemożliwa.

## Siły stron

### Armia Czerwona
Na początku ofensywy Związek Radziecki zaangażował 1,7 mln żołnierzy, 2715 czołgów, 1355 dział samobieżnych, około 24 tys. dział artyleryjskich i 2306 moździerzy ze wsparciem 6334 samolotów. Do tego trzeba dodać 70 tys. samochodów ciężarowych i 100 pociągów dostawczych dziennie.
Wojska biorące udział w operacji składały się z czterech frontów (grup armii): 
1 Front Białoruski (Konstanty Rokossowski)
- 3 Armia (Aleksandr Gorbatow)
- 28 Armia (Aleksandr Łuczinski)
- 47 Armia (Nikołaj Iwanowicz)
- 48 Armia (Prokofij Romanienko)
- 61 Armia (Pawieł Biełow)
- 65 Armia (Pawieł Batow)
- 70 Armia (Wasilij Popow)
- 2 Armia Pancerna (Siemion Bogdanow)
- 6 Armia Lotnicza (Fiodor Połynin)
- 16 Armia Lotnicza (Siergiej Rudnienko)

2 Front Białoruski (Gieorgij Zacharow)
- 33 Armia (Wasilj Kriuczenkin)
- 49 Armia (Iwan Griszyn)
- 50 Armia (Iwan Bołdin)
- 4 Armia Lotnicza (Konstantin Wierszynin)

3 Front Białoruski (Iwan Czerniachowski)
- 39 Armia (Iwan Ludnikow)
- 5 Armia (Nikołaj Kryłow)
- 11 Gwardyjska Armia (Kuźma Galicki)
- 31 Armia (Wasilij Głagolew)
- 5 Gwardyjska Armia Pancerna (Paweł Rotmistrow)
- 1 Armia Lotnicza (Michaił Gromow)

1 Front Bałtycki (Iwan Bagramian)
- 4 Armia Uderzeniowa (Piotr Małyszew)
- 6 Gwardyjska Armia (Iwan Czistiakow)
- 43 Armia (Afanasij Biełoborodow)
- 3 Armia Lotnicza (Nikołaj Papiwin)

2 Front Bałtycki (Andriej Jeriomienko)
- 3 Armia Uderzeniowa (Wasilij Juszkiewicz)
- 10 Gwardyjska Armia (Michaił Kazakow)
- 22 Armia[5] (Giennadij Korotkow)

### Ludowe Wojsko Polskie
1 Armia Wojska Polskiego (Zygmunt Berling)

### Wehrmacht
Niemieckie siły wynosiły początkowo 800 tys. żołnierzy, 9500 dział oraz 553 czołgi i 839 samolotów.
Wojska biorące udział w operacji składały się z grupy armii:
Grupa Armii „Środek” (Ernst Busch, od 28 czerwca 1944 Walther Model)
- 3 Armia Pancerna (Georg-Hans Reinhardt)
- 4 Armia (Kurt von Tippelskirch)
- 9 Armia (Hans Jordan)
- 2 Armia[5] (Walter Weiss)

## Plany ofensywy
Pierwotna wersja operacji Bagration została zaplanowana przez gen. Aleksieja Antonowa, I zastępcę szefa Sztabu Generalnego Armii Czerwonej. Plany Antonowa zostały omówione na naradzie u Stalina 20 maja 1944 m.in. przez marszałków Aleksandra Wasilewskiego i Gieorgija Żukowa. Doszło na niej do konfrontacji między dowódcą 1. Frontu Białoruskiego generałem Rokossowskim a Stalinem. Rokossowski zaproponował odmienne rozwiązanie: w przeciwieństwie do oryginalnej koncepcji, atak kleszczowy z dwóch kierunków na pozycje niemieckiej 9 Armii. Rokossowski ostatecznie przekonał Stalina. Po opracowaniu zmian Stalin zatwierdził plan 31 maja nazywając ofensywę od nazwiska generała Piotra Iwanowicza Bagrationa.

## Przebieg operacji

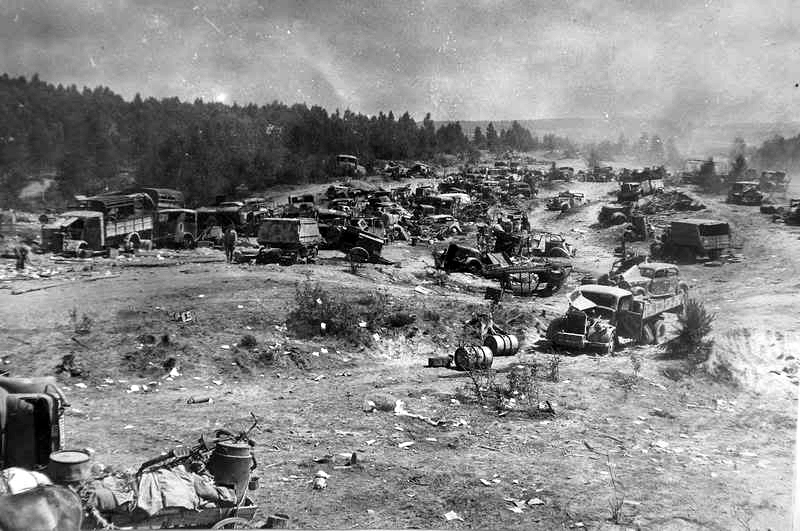
Kolumna pojazdów niemieckiej 9 Armii zniszczona atakiem z powietrza przez radzieckie lotnictwo niedaleko Bobrujska

Operacja rozpoczęła się rankiem 22 czerwca 1944 roku, w trzecią rocznicę niemieckiego ataku na ZSRR. Oberkommando der Wehrmacht spodziewało się ataku na Grupę Armii „Północna Ukraina” i wielkiego uderzenia aż po Bałtyk, które odcięłoby Grupy Armii „Północ” i „Środek”. Dlatego Grupa Armii „Północna Ukraina” otrzymała duże posiłki z Grupy Armii „Środek”, które musiała oddać po rozpoczęciu operacji „Bagration”, narażając się na przełamanie frontu także w swoim rejonie.
Operacja lwowsko-sandomierska rozpoczęta 13 lipca 1944 roku szybko rozgromiła niemieckie siły na Ukrainie. Szybki postęp tej ofensywy doprowadził radzieckie siły do bram Warszawy w końcu lipca. Operacja Bagration również odizolowała niemieckie siły Grupy Armii „Północ” w Kurlandii. Przerzucenie przez Niemców odwodów z Rumunii umożliwiło wojskom radzieckim w sierpniu 1944 roku pokonanie osłabionych sił niemiecko-rumuńskich.
Operacja zatrzymała się, kiedy radzieckie linie zaopatrzenia znalazły się w niebezpieczeństwie – dostawy nie nadążały za szybkimi postępami wojsk.
Wpływ na niemiecką klęskę w czasie tej operacji miał transfer części oddziałów do Francji w odpowiedzi na lądowanie w Normandii. Cztery fronty bez większego problemu rozbiły cienką niemiecką linię obrony. Związek Radziecki osiągnął stosunek dziesięć do jednego w czołgach i siedem do jednego w liczbie samolotów nad Niemcami. Ilość wojsk ZSRR była przytłaczająca – morale Niemców zaczęło podupadać. Adolf Hitler postanowił przenieść z powrotem część swoich wojsk z frontu zachodniego na front wschodni, aby zatrzymać rozpędzającą się ofensywę radziecką. To z kolei spowodowało przyspieszenie ofensywy aliantów zachodnich.
3 lipca zdobyty został Mińsk, stolica Białoruskiej SRR, a do niewoli radzieckiej dostało się 50 tysięcy Niemców. Do 13 lipca Armia Czerwona przy współpracy z Armią Krajową zdobyła Wilno. W operacji białostockiej dwa korpusy strzeleckie 50 Armii (69. i 81.) zajęły Grodno 16 lipca, zaś 27 lipca 3 Armia zajęła Białystok po wielu dniach ciężkich walk ulicznych. 1 sierpnia 5 Armia zajęła Kowno, do 29 sierpnia w wyniku walk o Kowno i w jego okolicach armie 3 Frontu Białoruskiego dotarły do wschodniej granicy z Prusami Wschodnimi. W tym samym czasie trwała operacja brzesko-lubelska, w której wojska radziecko-polskie opanowały ziemie polskie na wschód Wisły i stanęły na jej linii, docierając 2 sierpnia do wschodnich przedmieść Warszawy.

## Następstwa i straty obu stron

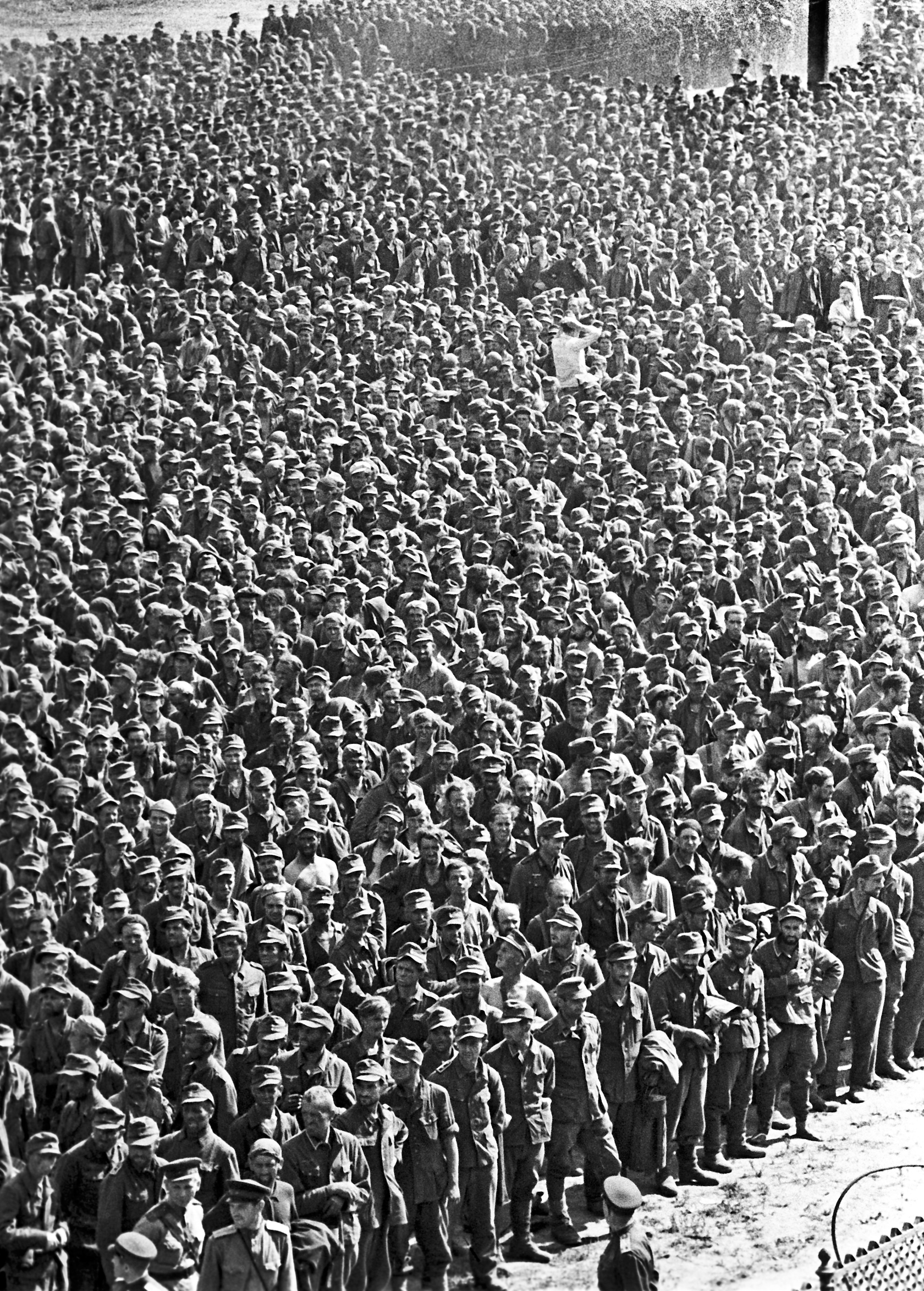
W ramach operacji „Wielki walc” 57 000 niemieckich jeńców przemaszerowało 17 lipca 1944 ulicami Moskwy

Ogólnie niemal całkowite zniszczenie Grupy Armii „Środek” kosztowało Niemców 2 tys. czołgów i 57 tys. innych pojazdów. Szacuje się, że niemieckie straty wyniosły 300 tys. zabitych, 250 tys. rannych i około 120 tys. wziętych do niewoli – ogółem 670 tys. żołnierzy. Radzieckie straty to 178 tysięcy zabitych i wziętych do niewoli i 588 tysięcy rannych, 2957 czołgów, 2447 dział i 822 samoloty.
Biorąc pod uwagę inne bitwy i operacje frontu wschodniego, operacja Bagration była największym zwycięstwem Związku Radzieckiego w II wojnie światowej. W ciągu dwóch miesięcy ZSRR udało się z powrotem zająć całe terytorium utracone podczas operacji Barbarossa.
Operacja ta, w połączeniu z sąsiednią operacją lwowsko-sandomierską rozpoczętą kilka tygodni później na ziemiach wschodniej Polski, pozwoliła Związkowi Radzieckiemu zająć praktycznie wszystkie tereny utracone od czerwca 1941 roku i dotrzeć dalej do niemieckich Prus Wschodnich oraz osiągnąć przedmieścia Warszawy przy jednoczesnym uzyskaniu kontroli nad terenami Polski na wschód od Wisły.
Niemiecka armia już nigdy nie odzyskała swojej siły i ducha walki. Straty w tej operacji porównywalne są ze stratami w czasie bitwy stalingradzkiej – czwarta część sił niemieckich z całego frontu wschodniego została zniszczona. Ofensywa zerwała połączenie między Grupą Armii „Północ” i Grupą Armii „Północna Ukraina”, zmuszając je do szybkiego wycofania się na zachód.